# Destacamento Ícaro

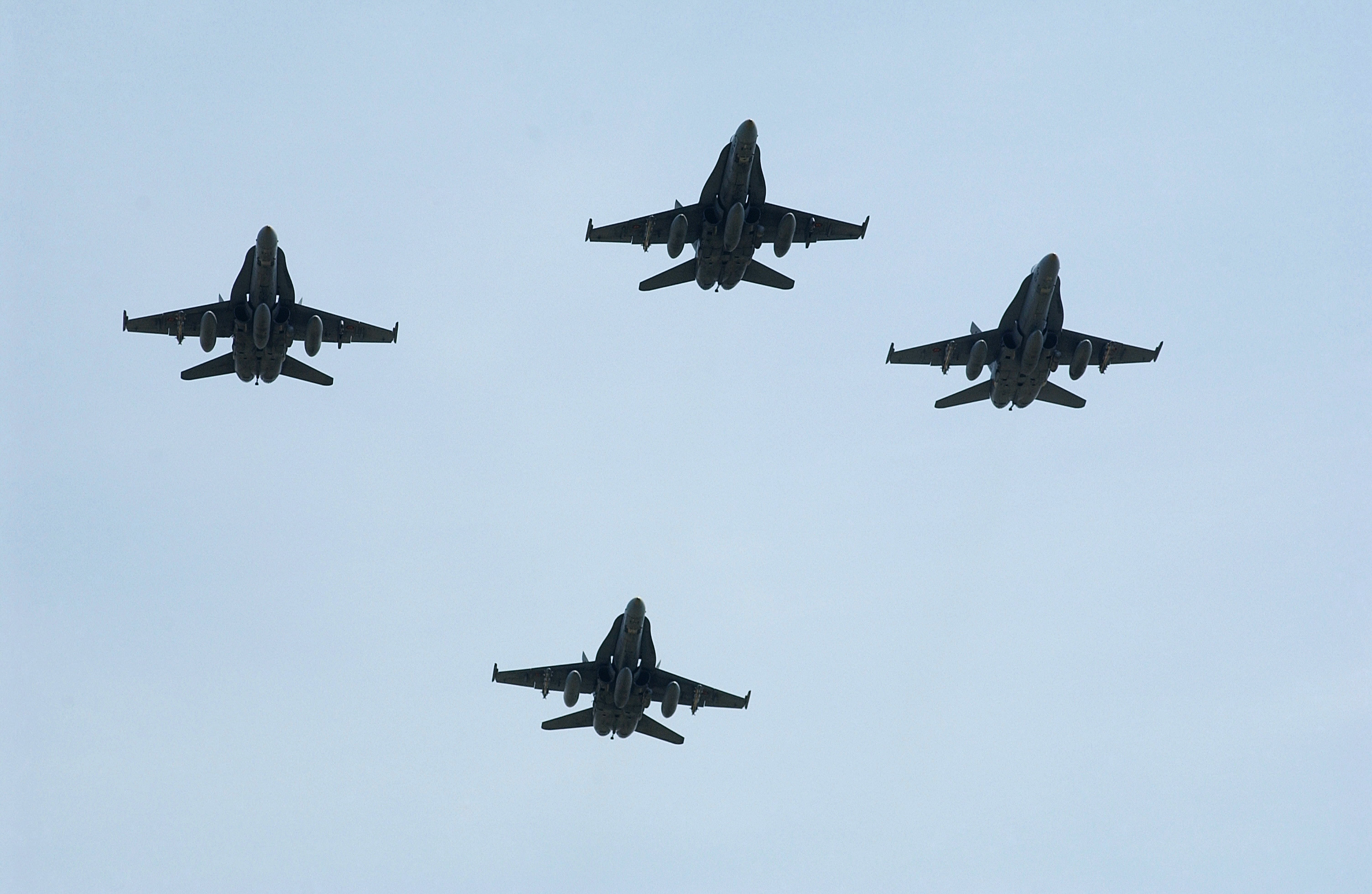
Formación de cuatro EF-18 Hornet del Ejército del Aire de España durante la ceremonia de desactivación del Destacamento Ícaro en la Base Aérea de Aviano, Italia, el 1 de julio de 2002.

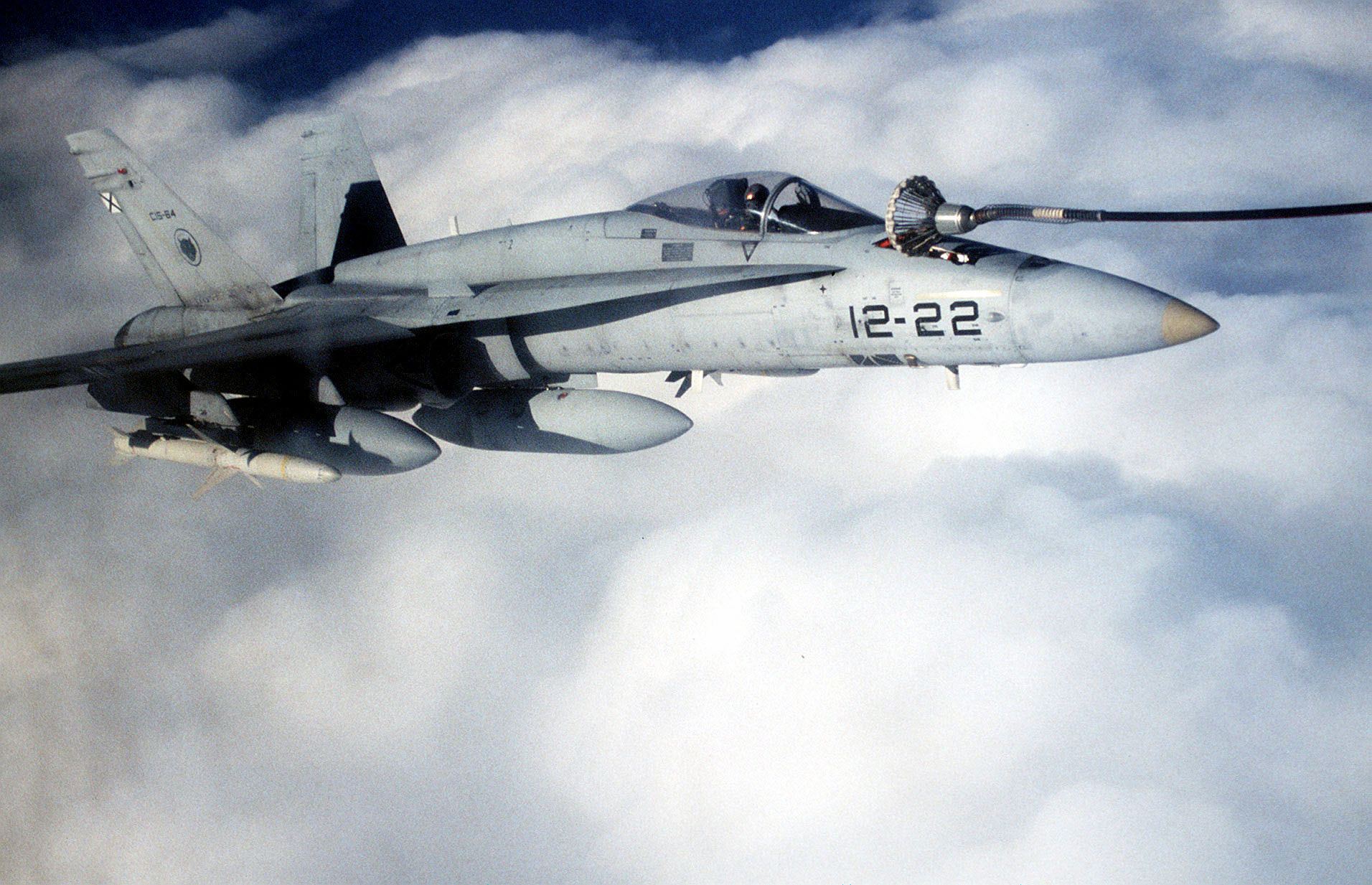
Un EF-18A+ Hornet del Ala 12 destacado en la Base Aérea de Aviano cargando combustible de un avión cisterna KC-130 Hercules el 13 de febrero de 1996, durante la Operación Joint Endeavour.

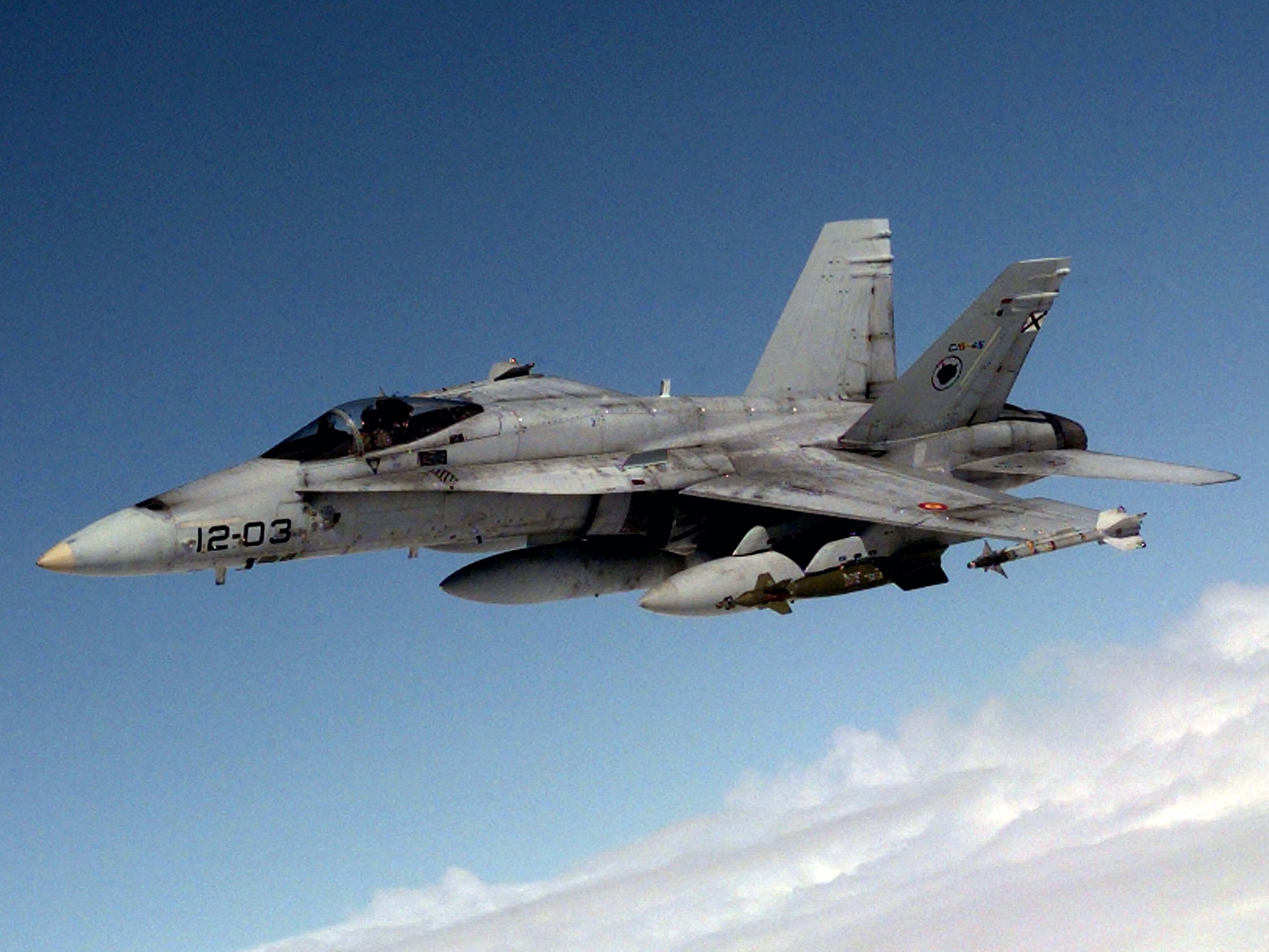
Un EF-18A Hornet del Ala 12 con dos misiles AIM-9 Sidewinder en los extremos de las alas, dos bombas guiadas por láser GBU-16 Paveway II, y tres depósitos suplementarios de combustible. Foto tomada el 2 de mayo de 1999 durante la Operación Allied Force.

El Destacamento Ícaro fue un destacamento del Ejército del Aire de España que estuvo desplegado en la Base Aérea de Aviano, Italia, entre los años 1994 y 2002 para participar en misiones internacionales de la OTAN en los Balcanes como la «Deny Flight», «Deliberate Force» y «Allied Force», entre otras.
Estas fueron las primeras acciones de combate del Ejército del Aire de España desde la Guerra de Ifni en 1958.[cita requerida] El Destacamento Ícaro fue galardonado con carácter colectivo con la Medalla Aérea por su brillante actuación en las mencionadas operaciones.
Se desplazaron ocho cazas EF-18 Hornet del entonces Grupo 15, en la actualidad Ala 15, dos aviones de transporte C-130 Hercules del Grupo 31, en la actualidad Ala 31, y cerca de 240 personas a la Base Aérea de Aviano italiana en fases sucesivas que culminaron el 28 de noviembre de 1994, día en que se celebró la ceremonia oficial de despedida en la Base Aérea de Zaragoza. El despliegue se denominó "Operación Ícaro".
Los cazas del Ala 15 fueron sustituidos tres meses más tarde por otros tantos EF-18 del Ala 12 de la Base Aérea de Torrejón. Desde entonces, cada tres meses, y más tarde cada cuatro, han ido alternando su presencia en la Base de Aviano.
El Destacamento Ícaro ha participado en las siguientes operaciones:
- Operación Deny Flight

Abril de 1993 - 20 de diciembre de 1995
Control del espacio aéreo bosnio en apoyo de la Fuerza de Protección de las Naciones Unidas (UNPROFOR) desplegada en Croacia y Bosnia y Herzegovina.
- Operación Deliberate Force

29 de agosto de 1995 - 15 de septiembre de 1995
Dentro del intervalo de tiempo de la Operación Deny Flight. Esta operación se emprendió con el fin de llevar a cabo ataques sobre objetivos serbobosnios, primera acción ofensiva de la OTAN en sus 46 años de historia.
- Operación Joint Endeavour

21 de diciembre de 1995 - 20 de diciembre de 1996
Apoyo de la Fuerza de Implementación (IFOR) desplegada en Bosnia y Herzegovina.
- Operación Joint Guard

21 de diciembre de 1996 - 19 de junio de 1998
Apoyo de la Fuerza de Estabilización (SFOR) desplegada en Bosnia y Herzegovina.
- Operación Joint Forge

20 de junio de 1998 - ?
Apoyo de la SFOR. En este intervalo de tiempo se llevó a cabo la Operación Determined Falcon con el fin de intimidar y advertir al gobierno de Milosevic.
- Operación Determined Falcon

El Ejército del Aire desplegó el máximo número de EF-18 del destacamento, 12 aviones, de los que 8 participaron simultáneamente dando cobertura y seguridad a la fuerza aérea internacional participante, siendo designados para entrar en la zona en primer lugar y los últimos en abandonarla. El KC-130 Hercules también prestó su indispensable apoyo.
- Operación Joint Guardian

12 de febrero de 1999 - ?
Apoyo de la fuerza internacional de seguridad para Kosovo (KFOR).
- Operación Allied Force

24 de marzo de 1999 - 20 de junio de 1999
Esta misión tenía por objeto forzar a las fuerzas de la policía y ejército yugoslavo a cesar en su agresión a la población albano-kosovar. Ha sido la primera operación bélica en la historia que ha conseguido la victoria únicamente con el uso del componente aéreo de la fuerza. Durante la operación, se produjo el derribo de 5 MiG-29 de la Fuerza Aérea Yugoslava, aunque se perdieron 1 F-117 y un F-16 de la USAF. El 10 de junio cesaron los bombardeos y comenzó la retirada de las fuerzas yugoslavas de Kosovo. Posteriormente el contingente de la KFOR se desplegó sobre la provincia para garantizar su estabilidad.